# Benedito Beni dos Santos
Dom Benedito Beni dos Santos  (Lagoinha, 15 de janeiro de 1937) é um bispo católico brasileiro. Foi o oitavo bispo da diocese de Lorena.

## Biografia
Nasceu em Lagoinha, aos 15 de janeiro de 1937. Ordenado sacerdote em 22 de dezembro de 1962. Fez os estudos de Filosofia no Seminário Central do Ipiranga; Teologia na Pontifícia Universidade Gregoriana em Roma, onde obteve o Bacharelado e Licenciatura em Teologia Dogmática. Fez o Mestrado em Filosofia da Educação, Pontifícia Universidade Católica de São Paulo e Doutorado em Teologia Dogmática, de 1959 a 1964.
Como sacerdote, foi Vice-reitor do Seminário Diocesano Santo Antônio; vice-diretor do Instituto Diocesano de Ensino Santo Antônio; Pároco da Paróquia Imaculada Conceição de Quiririm; responsável pela comunidade Nossa Senhora de Lourdes em Taubaté; coordenador da Pastoral Familiar Diocesana; moderador da cúria diocesana; procurador da Mitra Diocesana; membro do colégio de consultores; Vigário Geral da Diocese de Taubaté; professor de Teologia Sistemática na Pontifícia Faculdade de Teologia Nossa Senhora da Assunção em São Paulo; professor titular de Filosofia da Educação na Universidade de Taubaté.
Nomeado pelo Papa João Paulo II como Bispo Titular de Nasai e Auxiliar da Arquidiocese de São Paulo aos 28 de novembro de 2001. Sua ordenação episcopal aconteceu na Catedral de São Francisco das Chagas em Taubaté, no dia 9 de fevereiro de 2002, por Dom Cláudio Cardeal Hummes, OFM, Arcebispo de São Paulo; os principais co-consagradores foram Dom Carmo João Rhoden, SCI, Bispo de Taubaté, e Dom Antônio Afonso de Miranda, SDN, Bispo Emérito de Taubaté.
Como Bispo Auxiliar da Arquidiocese de São Paulo, exerceu as seguintes funções: Responsável pela Pontifícia Faculdade de Teologia Nossa Senhora da Assunção, pelo Secretariado Arquidiocesano de Pastoral, pela Catequese da Arquidiocese; Vigário Episcopal para a Região Lapa. Também foi responsável pela Região Episcopal Lapa, Faculdade de Teologia, Curso de Diáconos Permanentes, pelos Seminários da Arquidiocese e membro da Comissão Episcopal de Doutrina da Fé – CNBB (2003-2007).
No dia 26 de abril de 2006 foi nomeado pelo Papa Bento XVI como bispo da Diocese de Lorena. De 2007 a 2011 foi membro da Comissão Episcopal Pastoral para a Doutrina da Fé da CNBB. Foi eleito membro delegado pela CNBB da Quinta Conferência Geral do Episcopado Latino-americano e Caribenho, na Conferência de Aparecida, realizada em maio de 2007. Dom Benedito foi nomeado pelo Papa Bento XVI como padre sinodal da 2ª Assembleia Especial para a África do Sínodo dos Bispos, que aconteceu em Roma no mês de outubro de 2009.
Em janeiro de 2012, apresentou sua renúncia a Santa Sé por limite de idade. Ainda no mesmo ano, comemora-se o grande Jubileu de Ouro de Ordenação Presbiteral. No dia 18 de setembro de 2012 foi nomeado pelo Papa Bento XVI como Padre Sinodal da 13ª Assembleia Geral Ordinária do Sínodo dos Bispos a se realizar no Vaticano de 7 a 28 de outubro de 2012.
No dia 25 de setembro de 2013 o Papa Francisco, aceitou o seu pedido de renúncia. Em 16 de julho de 2019, Dom Beni foi nomeado administrador apostólico da diocese de Lorena; permaneceu nessa posição até 13 de fevereiro de 2021.

## Obras selecionadas
- Discípulos e Missionários. Reflexões Teológico-Pastorais sobre a Missão na Cidade ISBN 978-8534925396
- Paulo VI: O pontificado que foi marcado pelo serviço de amor e inaugurou a primavera da Igreja ISBN 9788553390366
- Evangelizar com o Papa Francisco ISBN 978-8534938082
- Amoris Laetitia - Reflexões Sobre a Exortação Apostólica Pós-sinodal ISBN 9788579725517
- O Livro da Cruz ISBN 978-8553390137
- Diretrizes para a formação dos presbíteros da Igreja no Brasil, Revista Cultura Teológica